# Chloé Zhao
Chloé Zhao (n. 31 martie 1982, Beijing, Republica Populară Chineză) este o regizoare, scenaristă și producătoare de film chineză. Este cunoscută pentru realizarea de filme americane. Primul său lungmetraj, Songs My Brothers Taught Me (2015), a avut premiera la Sundance Film Festival. Al doilea lungmetraj al ei, Călărețul (2017), a fost apreciat de critici și a primit mai multe premii, inclusiv nominalizări la Independent Spirit Award pentru cel mai bun film și cel mai bun regizor. A urmat filmul Nomadland (2020), cu care a câștigat Leul de Aur la Festivalul de Film de la Veneția din 2020 și Globul de Aur pentru cel mai bun regizor în 2021. Următorul ei film, Eternals care face parte din Universul cinematografic Marvel, va fi lansat în februarie 2021.

## Filmografie
| An   | Titlu                       | Regizoare | Scenaristă | Producătoare | Note        |
| ---- | --------------------------- | --------- | ---------- | ------------ | ----------- |
| 2015 | Songs My Brothers Taught Me | Da        | Da         | Da           | Și editoare |
| 2017 | Călărețul                   | Da        | Da         | Da           |             |
| 2020 | Nomadland                   | Da        | Da         | Da           | Și editoare |
| 2021 | Eternii                     | Da        | Nu         | Nu           |             |